# Бенджи Грегъри
 Тази статия е за американския актьор.  За кучето-актьор вижте Бенджи.  
Бенджамин Грегъри Хърцбърг (на английски: Benjamin Gregory Hertzberg), известен като Бенджи Грегъри (на английски: Benji Gregory) е американски актьор, най-известен с ролята на Брайън Танер в американския ситком „Алф“ (1986 – 1990).

## Кариера
Освен в „Алф“, Бенджи Грегъри участва в няколко сериала като анимационния „Фантастичният Макс“ (1988 – 1990), и игралните The A-Team (1984), „Ти Джей Хукър“ (1984), „Невероятни истории“ (1985), „Зоната на здрача“ (1985) и Mr. Boogedy (1986). Той участва и в игралния филм Jumpin' Jack Flash (1986), както и в няколко епизода на сериала Punky Brewster.
Бенджи Грегъри се отказва от актьорската си кариера през 1993 г. Последната му роля е озвучаването на Edgar в пълнометражния анимационен филм „Имало една гора“.

## Личен живот
Между 2003 и 2005 г. служи в американския флот. Отказва се през 2005 г. поради здравословни причини. До края на живота си живее в Аризона с жена си Сара.
На 13 юни 2024 г. Бенджи Грегъри е намерен мъртъв на 46 години в автомобила си на един паркинг в град Пеория, Аризона. Понеже по това време температурата е 42 градуса, предполагаемата причина за неговата смърт е топлинен удар, но официалната причина за смъртта не е изяснена. Неговото куче асистент е намерено мъртво до него. Сестра му Ребека обяснява пред TMZ, че брат ѝ е страдал от депресия, биполярно разстройство и проблеми със заспиването, заради които с дни наред е стоял буден.